# Crest View Heights
Crest View Heights est une census-designated place du comté de Tioga, dans l'État de New York, aux États-Unis. En 2020, elle compte une population de 1 770 habitants.